# Spigelia kleinii
Spigelia kleinii är en tvåhjärtbladig växtart som beskrevs av L. B. Smith. Spigelia kleinii ingår i släktet Spigelia och familjen Loganiaceae. Utöver nominatformen finns också underarten S. k. paranaensis.